# 大橋忠一
大桥忠一（1893年12月8日—1975年12月14日），日本岐阜县人。日本昭和时期的外交官。

## 生平
1918年，大桥忠一毕业于东京帝国大学。同年，他经外交官考试合格，奉派驻中国奉天（今沈阳）一年。此后，他奉派驻美国。1927年12月，他任通商局第三课长。1930年，他任日本驻华公使馆一等秘书。1931年，他任日本驻哈尔滨总领事。1932年，他入满洲国外交部，此后他历任外交部总务司长、外交部次长、外交局长官。1936年12月，他改任满洲国参议府参议。1938年8月，他辞去满洲国的职务，回到日本外务省。1940年11月，他任外务次官。1941年7月，他退休。1941年11月27日至1942年9月3日，他任蒙疆聯合自治政府主席最高顾问。
1953年，他当选为日本国会众议院议员，历任日本民主党总务、自由民主党总务等职。

## 著作
- 太平洋戰爭由來記 : 松岡外交の眞相